# Helden ohne Skrupel
Helden ohne Skrupel (Les Innommables) ist ein frankobelgischer Comic von Conrad und Yann. Er wird gemeinhin dem Subgenre Semifunny zugeordnet, das heißt, der Zeichenstil ist in der Funnytradition gehalten, die Geschichten behandeln allerdings auch ernstere Themen.

## Veröffentlichungsgeschichte

### Entstehung und Magazinabdrucke in Spirou
Conrad und Yann entwickelten die Serie 1979 ohne konkreten Auftrag, als beide sich in der Redaktion der Zeitschrift Spirou zu etablieren begannen. Vorbild für die zunächst nur in einer Kaserne spielenden Geschichten war der satirische Kriegsfilm MASH. Erste Charakterstudien stammten von Yann, Conrad wollte für ihn die Geschichte entwerfen. Doch im Zuge der Arbeit wurde ihnen bald klar, dass sie die Aufgaben entgegengesetzt aufteilen sollten.
Nachdem Conrads vorangegangene Serie Jason in Spirou Nr. 2143 zu Ende gegangen war, fragte Herausgeber Alain de Kuyssche ihn um eine neue an. Gleichzeitig äußerte er den Wunsch nach etwas in der Nachfolge von der Flieger- und Abenteuerserie Buck Danny, dessen vorerst letzte Kurzgeschichte nach dem Tod des Zeichners Hubinon in Nr. 2138 erschienen war. Daraufhin erfanden die beiden kurzerhand den heldenhaften Piloten Chuck Willis als vermeintlichen Protagonisten ihrer Geschichte. Zwei nicht zur Veröffentlichung bestimmte Testseiten wurden erstellt, in denen Chuck martialisch im Pazifikeinsatz zu sehen war. Das Umschlagmotiv von Spirou Nr. 2182 von Februar 1980, in dem die erste Episode unter dem Titel Chuck Willis: Matricule triple zéro gestartet wurde, zeigte den Helden am Fallschirm hängend mit einer asiatischen Schönheit am Hals einem Krokodil in die Augen blickend. In der Geschichte im Heft jedoch, die nun in besagter Kaserne spielte, wurde er im zweiten Panel von einem Jeep überfahren und damit gleich aus der Serie geschrieben.
Der Coup gelang, de Kuyssche war vor vollendete Tatsachen gestellt. Die Episode wurde bis Ausgabe 2192 durchgezogen, eine zweite, Shukumeï, folgte noch im selben Jahr von Spirou Nr. 2219 bis 2229. Die geplante dritte Geschichte, Cloaques, wurde jedoch auf Anweisung Charles Dupuis’ nicht mehr abgedruckt. Vor allem eine Szene mit zwei barbusigen Mädchen, die mit Messern bewaffnet auf einem Schrottplatz kämpften, führte zu der Entscheidung. Sie wurde rund 17 Jahre später überarbeitet und, an den Fortgang der Serie angepasst, direkt als Album veröffentlicht. Stattdessen startete 1982 in Spirou Nr. 2297 Aventure en jaune (deutsch: Abenteuer in Gelb) und damit die längste fortlaufende Geschichte der Serie, der über fünf Alben laufende sogenannte Hongkong-Zyklus. Doch bot auch dieses Abenteuer für den Verleger zu viel Sex und Gewalt und wurde mitten in der Handlung in Ausgabe 2311 abgebrochen, worauf die Serie nicht mehr ins Magazin zurückkehrte.

### Französische Albenausgaben
Der Kleinverlag Temps Futurs brachte 1983 erstmals Abenteuer in Gelb komplett heraus. 1986 erfolgte ein erster Nachdruck davon bei Glénat und Bédéscope, welche 1987 jeweils eine Ausgabe von Shukumeï folgen ließen. In letzterem Album wurde eine Ausgabe von Codename: Triple Zero bereits angekündigt, die Serie wurde aber zuvor auch bei Glénat aufgegeben.
Den Durchbruch erlangte sie dann bei Dargaud. Von 1994 bis 1996 erschienen hier zunächst jene vier Alben, die den Hongkong-Zyklus abschlossen, ebenfalls 1996 die bereits dritte Ausgabe von Abenteuer in Gelb, der eine schwarz-weiße Reproduktion von Codename: Triple Zero beilag. Von 1997 bis 2000 bzw. 2002 bis 2004 folgten die jeweils drei Alben umfassenden Korea- und USA-Zyklen. Zwischen 2005 und 2010 wurde dann noch der Ableger Tigresse Blanche (deutsch: Die weiße Tigerin) nachgereicht, in dem die Ausbildung der weiblichen Hauptfigur, Alix, zur rotchinesischen Spionin dargestellt wird. Diese Reihe umfasst sieben Bände, allesamt ebenfalls von Conrad gezeichnet, aber nur die ersten beiden von Yann verfasst. Später übernahm Conrads Gattin Wilbur die Arbeit am Szenario.

### Übersetzungen ins Deutsche und andere Sprachen
Carlsen Comics brachte von Mai 2001 bis Oktober 2002 zunächst den Hongkong- und den Korea-Zyklus als Band 1 bis 8. Im September 2003 folgte dann noch als „Band 0“ Shukumeï. Das Ende des ersten Abenteuers im fünften Album gibt es in drei Versionen, die sich im Ausgang unterscheiden und jeweils ein Variantcover haben. Eine Papierschleife um die verschiedenen Ausgaben klärte über die Unterschiede auf. Das offizielle Ende, an das der Rest der Serie anschließt, weicht bereits sechs Seiten vor Schluss von den anderen ab und wurde „für Unentschlossene“ angeboten. Alternativ gab es ein glückliches Ende „für Romantiker“ sowie ein tragisches „für Fatalisten“, die sich jeweils nur in den letzten fünf Seiten unterscheiden.
Der Amerika-Zyklus wurde von August 2009 bis Mai 2010 vom Verlag Finix Comics herausgegeben, der im April 2011 dann noch Codename: Triple Zero als „Band 000“ nachreichte. Ein Problem dabei war, dass diese Geschichte in Spirou in Farbe aber in vergleichsweise schlechter Druckqualität veröffentlicht wurde und danach nur noch einmal in schwarz-weiß. Für die deutsche Ausgabe wurde deshalb vom Verlagsmitarbeiter Oriol Schreibweis eine neue Kolorierung angefertigt, die sich an den Farben des Magazinabdrucks orientierte und die in der Folge auch in einem französischen Sammelband mit Triple Zero und Shukumeï Verwendung fand.
Die weiße Tigerin wurde von Schreiber & Leser zwischen Mai 2008 und Januar 2011 komplett veröffentlicht.
Neben dem französischen Original und der deutschen Fassung wurde die Serie ins Niederländische, Spanische, Dänische und Finnische übersetzt.

## Figuren
- Mac ist ein korpulenter, immer Zigarre rauchender US-Amerikaner und so etwas wie die Leitfigur der drei „Helden ohne Skrupel“ genannten Protagonisten. Er wird aber äußerst unbesonnen, sobald Alix oder Tim in Gefahr sind.
- Tim ist Macs kleinwüchsiger Freund, der immer einen Baseballschläger an seinem Körper versteckt hat, es sei denn, er hat ihn gerade in Benutzung – aber nicht zum Baseball spielen. Mac und Tony bezeichnen ihn meist als „Tier“, wohl weil er Seife verabscheut. Er ist von eher kindlichem Gemüt, sowohl was die Naivität, als auch die Neugier betrifft. Trotz allem hat er eine besondere Wirkung auf Frauen.
- Tony ist schlank und von eher normaler Statur, er ist der besonnenste des Trios, man könnte ihn aber auch den passivsten nennen. Er ist homosexuell und leicht rassistisch. Zudem ist er ängstlicher als die anderen beiden, oft pessimistisch und mitunter neidisch auf Tim.

Vom Charakter her erfolgt eine deutliche Ausformung der drei Helden erst im Hongkong-Zyklus. In Codename Triple Zero unterscheiden sie sich überhaupt nur durch ihre sehr unterschiedliche Statur.
- Alix ist Agentin des „Gong-An-Ju“ (GAJ), eines rotchinesischen Geheimdienstes, die das erste Mal in Abenteuer in Gelb auftritt. Ihre Mutter wurde einst als Sündenbock für die Verfehlungen eines hohen Parteifunktionärs im Heizkessel einer Lokomotive verbrannt, was der Tochter von Kang Sheng angerechnet wird, nachdem sie sich mit Mac, und damit einem „amerikanischen Klassenfeind“ eingelassen hat.
- Oberst Lychee, der Hauptgegenspieler im Hongkong-Zyklus, ist Japaner. Seinen Titel trägt er aus Kriegstagen, als er für die Kempeitai in Hongkong stationiert war. Er ist stolz darauf, seine Mutter an ein Bordell verkauft zu haben, ist ein Spezialist für Folter und hasst es, aus Träumen von seinen Mordopfern aufgeweckt zu werden.
- Jade, die Tochter von Alix und Mac, wird im Hongkong-Zyklus geboren und von den Eltern getrennt. Sie wird von einem heimlichen Transvestiten und dessen Ehemann adoptiert und steht in den ersten Lebensjahren stark unter dem Einfluss eines gewissen Lafayette, einem Freund der Mutter ihres Adoptivvaters, der später als Gründer von Scientology bekannt werden wird.
- Roland: ein Hausschwein, welches Mac im Tauschhandel von Kopfjägern in der Geschichte Shukumeï als Spielkamerad für Tim erwirbt und welches von da an das Trio begleitet. Roland bekommt von den drei Freunden ihren männlichen Namen aufgrund eines Irrtums, der sich erst aufklärt, als sie in Kloaken einen Wurf Ferkel gebärt, wird danach aber nicht umgetauft.

## Inhalt

### Codename Triple Zero(Matricule triple zéro)
Die drei „Helden ohne Skrupel“ schafften es als US-Soldaten während des Zweiten Weltkrieges, sich im Militärarrest vor den Kampfhandlungen zu drücken. Nun, in Friedenszeiten, soll Mac für seinen General an einem Boxkampf teilnehmen, bei dem er chancenlos ist. Der General plant in der Truppe das Gerücht streuen zu lassen, dass der Kampf geschoben ist, sodass er als einziger gegen Mac setzen und damit gewinnen kann. Soweit kommt es aber nicht, da sich der Boxkampf in einer Massenschlägerei auflöst.
Kurze Zeit später wird das Trio aus dem Militärdienst entlassen. Sie gründen in New York eine Privatdetektei und werden dabei in ein Komplott des FBI verwickelt, das die Ermordung des Gouverneurs von New York zum Ziel hat. Der Anschlag erinnert in seiner Planung an das Attentat auf John F. Kennedy, geht aber schief, da sich der Attentäter, nachdem er von seiner Frau verlassen wurde, betrunken hat. Die drei Helden werden nun von den Schuldigen mit der Aufklärung des Falles betraut, da diese sie unterschätzen und die Hintergründe gegenüber dem Gouverneur vertuschen wollen. Mac, Tim und Tony schaffen es jedoch, die Affäre zumindest teilweise aufzuklären. Da sie hinterher aber ihres Lebens nicht mehr sicher sind, beschließen sie zähneknirschend, sich erneut zum Militärdienst zu verpflichten, um untertauchen zu können.

### Shukumeï
Für einen militärischen Geheimauftrag unter der Leitung eines Hauptmannes im Urwald von Borneo werden Mac, Tim und Tony von ihrem General abgestellt. Dessen Sekretärin schmuggelt sich heimlich unter das Material, da sie in Tony verliebt ist. Nach einem ersten Zusammenstoß mit heimischen Kopfjägern trifft die Truppe auf das bis dahin vom Hauptmann verschleierte Ziel der Mission: ein bruchgelandeter B-29 Bomber samt desertierter Besatzung. Am 10. August 1945, dem Tag nach Nagasaki, hatten sie den Auftrag, eine dritte Bombe über Tokio abzuwerfen. Nun sollte die Mannschaft bestraft und die Bombe wiederbeschafft werden, doch die drei Helden helfen stattdessen den Deserteuren. Der Bombe hatten diese sich ohnehin bereits über dem Philippinengraben entledigt. Die von Tony enttäuschte Sekretärin schließt sich dem Hauptmann bei der erfolglosen Verfolgung an, während die Helden sich in einem Schlauchboot aufs Meer treiben lassen. Dort werden sie vom Schmugglerschiff des schwarzen Kapitäns Mulligan aufgelesen, welches sie nach Hongkong bringen wird.

### DerHongkong-Zyklus
- Abenteuer in Gelb (Aventure en Jaune)
- Der Schädel des Pater Ze (Le crâne du père Zé)
- Ching Soao
- Purpur-Lotus (Au lotus pourpre)
- Alix-Noni-Tengu

Das Schiff Torquemada havariert im Oktober 1949 führerlos im Hafen von Hongkong. Es wurde von der Piratin Ching Soao, die ebenso wie Mulligan der „Triade von Yellow Ox“ angehört, um eine wertvolle Fracht beraubt: Urnen, die, wie sich erst viel später herausstellt, die verschollenen Fossilien der Peking-Menschen enthalten. Sowohl die Kuomintang unter Chiang Kai-shek als auch die GAJ von Kang Sheng sind an diesem Fund interessiert. Letzterer beauftragt Alix, einen Kontakt herzustellen. Diese fällt aber in die Hände von Oberst Lychee, der eine unabhängige dritte Partei darstellt, die von den Urnen Bescheid weiß, nicht aber deren Inhalt kennt. In einer Pause von Lychee patzen seine Schergen beim Versuch, Alix durch Folter zum Reden zu bringen. Sie wird daraufhin auch von Lychee für tot gehalten. Beim Versuch, die vermeintliche Leiche im Hafen zu beseitigen, kommen Mac, Tony und Tim dazwischen. Die Drei betreiben in Hongkong inzwischen einen Schleppkahn, mit dem sie auch zeitweise Schmuggelware zwischen Mulligans Ozeandampfer und dem Festland transportieren. Alix wird auf dem Schlepper versteckt, einer von Lychees Lakaien erkennt allerdings Mac, da dieser häufig das Bordell Purpur-Lotus frequentiert. Lychee folgt „Rosenblüte“, einer der Prostituierten, ins Kino. Da sie in Mac verliebt ist, weigert sie sich, ihn zu verraten und wird von Lychee umgebracht. Mac hingegen beginnt eine Affäre mit Alix, die auch prompt schwanger wird. „Schmalztür“, die Leiterin des Bordells, die an „Rosenblüte“ sehr gehangen hat, entwickelt einen Hass auf Mac.
Alix, aufgrund ihres Verhältnisses zu einem „Klassenfeind“ in Ungnade gefallen, bekommt als zweite Chance den Auftrag die Arbeiter einer Fabrik für Feuerwerkskörper vom Kommunismus zu überzeugen. Da es sich dabei ausschließlich um Kinder handelt, die sie nicht ernst nehmen, und der Leiter des Werks sie sexuell nötigt, sprengt sie ihn und die Fabrik kurzerhand in die Luft und täuscht ihren Tod vor. Auf der Suche nach Mac will sie im Purpur-Lotus untertauchen, doch „Schmalztür“ sperrt sie, um sich an Mac zu rächen, im ratten-verseuchten Keller ein.
Die drei „Helden ohne Skrupel“ haben indes den Missionar Pater Ze, einen Jesuiten, an Bord genommen, der in seinem Koffer die angeblichen Gebeine des Heiligen Franz Xaver führt und zu seiner Leprakolonie auf der Insel Coloane überwechseln will. Auf der Fahrt kommt der Koffer abhanden und es stellt sich heraus, dass er von einer Engländerin, die als blinde Passagierin mitgereist ist, entwendet wurde. Sie stellt nach ihrer Entdeckung klar, dass die vermeintlichen Reliquien in Wahrheit Teil der ominösen Fracht an fossilen Peking-Menschen sind. Die Gruppe beschließt, den Pater bei seiner Kolonie abzusetzen, die Engländerin, mit der Tim seine Unschuld verloren hat, mit dem vermeintlichen Franz Xaver aber nach Hongkong zu führen. Auf dem Weg werden sie jedoch von Ching Sao entführt. Da diese bald Zweifel daran hegt, für Mac und die Seinen Lösegeld zu bekommen, überlässt sie sie ihrem „Gebieter“, einer Schlange, zum „Spielen“. Doch Tim beißt der Schlange den Kopf ab und verspeist sie dann, weswegen Ching Sao ihn als neuen Gebieter ansieht. Sie verfällt ihm schon bald sexuell und wirft die eifersüchtige Engländerin über Bord, die von anderen Piraten aufgelesen wird. Deren Kapitän hat mit Ching Sao eine Rechnung offen, weil sie ihn 28 Jahre in einem engen Bambuskäfig gesperrt hat, nachdem er einst beim Geschlechtsakt versagt hatte. Daher ist er nun körperlich verkrüppelt, bewegt sich auf allen vieren und wird „der Hundemensch“ genannt. Von der Engländerin erfährt er Ching Saos derzeitigen Aufenthaltsort und beschließt, sie anzugreifen. Inzwischen hat Oberst Lychee den Schmuggler Mulligan beauftragt, einen Kontakt mit Ching Sao, die derselben Triade angehört, herzustellen. Bei ihnen ist die alte Müllfrau Schais, eine kommunistische Agentin, die immer auf Alix neidisch war. Sie hatte Lychee wegen der Ladung Peking-Menschen verfolgt, wurde aber aufgrund ihres üblen Geruchs von Mulligan entdeckt und gefangen genommen. Mulligan erhofft sich vom Treffen mit Ching Sao auch ein intimes Abenteuer und ist einigermaßen entsetzt, als er sie mit Tim vorfindet. Durch das Auftauchen des „Hundemenschen“ können die drei Helden mit Roland entfliehen, Lychee erbeutet die Urnen, und Mulligan bekommt schließlich sein Abenteuer mit Ching Sao.
Oberst Lychee möchte die Urnen fürs Erste verstecken und lässt sie von den Männern des „Hundemenschen“ ausgerechnet auf Coloane vergraben, wodurch sie nach Lychees Abreise Pater Ze und seiner Kolonie in die Hände fallen. Das wird jedoch von Schais beobachtet. Lychee trifft sich mit Kang Sheng auf dessen Dschunke, um ihm die Urnen zu verkaufen. Dieser beauftragt ihn zusätzlich, die verräterische Alix zu töten, was Lychee gerne annimmt, schon um seine Reputation wieder zu erlangen, nachdem sie ihm einmal entkommen ist. Kang Sheng verrät ihm, dass sie im Purpur-Lotus untergetaucht sei. Durch Schais erfährt Kang Sheng etwas später, dass Lychee die Fossilien gar nicht mehr hat und kann ihrer habhaft werden. Seine Dschunke wird kurz darauf von Chiang Kai-sheks U-Boot manövrierunfähig geschossen. Doch Kang Sheng triumphiert, indem er auf die Urnen uriniert, wodurch Kai-shek sein Gesicht verliert bzw. seine Ahnen entehrt sieht. Er versenkt sein eigenes U-Boot samt Mannschaft, ebenso wie die Dschunke, um ohne jeden Zeugen die Urnen in eine ungewisse Zukunft zu evakuieren.
Oberst Lychee richtet ein Gemetzel unter Prostituierten und Freiern des Purpur-Lotus an. Die sterbende „Schmalztür“ vertraut Mac an, dass Alix eine Tochter entbunden hat, die von „Schmalztür“ an einen Tempel verkauft wurde. Als Lychee ein Feuer legt und eine brennende Frau auf ihn zuläuft, hält er diese für Alix und will sie erstechen. Mac rennt ihn um, sodass er sich selbst das Messer in den Bauch rammt. Die verkohlten Überreste der Frau werden von Mac auf Mulligans Schiff überführt, um Hongkong den Rücken zu kehren. Erst dort bemerkt er den Irrtum und identifiziert die Leiche als eine der Prostituierten. Tim hat unterdessen sämtliche Mädchen des Tempels aufgekauft und aufs Schiff gebracht. Bis auf eines, das seltsamerweise nach Zigarren roch und welches kurz zuvor von einem kinderlosen Paar adoptiert wurde.

### DerKorea-Zyklus
- Kloaken (Cloaques)
- Bronzepuppe (Poupée de bronze)
- Ist-ohne-Kinn (Pas-de-mâchoire)

Die drei „Helden ohne Skrupel“ sind in den Koreakrieg eingezogen worden. Der Hauptmann der Truppe beauftragt Mac, ein Konzert von Marilyn Monroe zu organisieren. Inzwischen hat der „Gong-An-Ju“ den Schamanen „Bronzepuppe“ beauftragt, einen Mordanschlag an General MacArthur durch programmierte amerikanische Kriegsgefangene vorzubereiten. Der Plan wird aber durch die Entlassung des Generals obsolet, die Kriegsgefangenen darauf exekutiert. Der GAJ hatte zuvor erneut Alix gefangen genommen und „Bronzepuppe“ hat durch Akupunktur und mit an Voodoo erinnernde Rituale des Tengrismus die Kontrolle über sie erlangt. Ihr K'i ist in einem „Ongon“, einer Art Totem, gefangen, ihr Körper eine „Ani“, ein willenloses, von Bronzepuppe über das „Ongon“ gesteuertes Werkzeug. Die „Ani“ soll nun Marilyn Monroe töten, doch während der Aktion kommt die Anweisung von Mao, kein schnelles Ende des Koreakrieges anzustreben. Der Leiter der GAJ schießt daraufhin in das „Ongon“, wodurch Alix vor Macs Augen leblos zusammenbricht.
Von einem Kind erfahren die Helden von einer alten koreanischen Schamanin, einer Mudang, namens „Ist-ohne-Kinn“. Diese braucht für ihr Ritual einen Helfer, einen sogenannten Nelegan, wofür sich Mac bereit erklärt. In Trance versetzt entsteigt ihm eine Miniatur seiner selbst, die zusammen mit einer kindlichen Form von Alix in den „Ani“ steigt. Im Körper werden beide mit Kindheitsängsten von Alix und den Geistern verstorbener Gegenspieler konfrontiert. Dabei erfährt Mac von „Schmalztürs“ Geist Neues über seine Tochter: in der Vision sieht er sie gemeinsam mit ihren Adoptiveltern auf Liberty Island vor der Freiheitsstatue. Noch während des Rituals erlangt „Bronzepuppe“ mit dem reparierten „Ongon“ erneut Kontrolle über den „Ani“ und steuert ihn zu einem US-Fort. „Bronzepuppe“ plant, mithilfe der „Ani“ den Sold der US-Truppen zu stehlen, wird aber von dieser geköpft, nachdem das „Ongon“ in ein Minenfeld fällt und erneut zerstört wird. Das Ritual wird vollendet, Alix erinnert sich aber nicht mehr an Mac. Sie ist erneut zur überzeugten Kommunistin geworden, die vom „dicken imperialistischen Fettkloß“ angewidert ist und mit einem Hubschrauber davon fliegt. Mac will sie nicht aufgeben, zuvor aber nach ihrer gemeinsamen Tochter suchen.

### DerUSA-Zyklus
- Östlich von Roswell (À l’est du Roswell)
- Nördlich von White Sands (Au nord du White Sands)
- Südwestlich von Moskau (Au Sud-Ouest du Moscou)

Bei einem Souvenirstand vor der Freiheitsstatue findet Mac ein nicht abgeholtes Foto mit den drei Personen aus der Vision, in der ihm „Schmalztür“ erschienen ist. Mit auf dem Bild ist ein älterer Herr, der zufällig wieder auf Liberty Island verweilt. Dieser, Colonel Bartholdi, erweist sich als Vater des Adoptivvaters von Jade. Er ist ein homophober Rancher aus New Mexico, der Mac, nachdem er ihn in einer Schlägerei beobachtet hat, auf sein Anwesen einlädt um ihn für einen geheimen Auftrag zu testen. Mac besteht diesen Test und soll für den Colonel eine vermeintlich extraterrestrische Frau schwängern, um eine Hybridrasse zu züchten. Er bezweifelt, dass die im Koma liegende Dame eine Außerirdische ist. Tatsächlich wird sie sich später als russische Agentin namens Oxana entpuppen, die mit dem UFO, das sich auf der Ranch des Colonels befindet, beim Versuch es in die Sowjetunion zu entwenden nahe Roswell abgestürzt ist. Auf Zureden von Jade wird die Agentin von Tim „wachgeküsst“ und kann von der Basis entkommen. Colonel Bartholdi entdeckt, dass seine Schwiegertochter ein Transvestit ist und erschießt daraufhin seinen eigenen Sohn. Ihm selbst wird später von Oxana das Genick gebrochen.
Auch die Chinesen wollen des UFOs habhaft werden und entsenden die erneut indoktrinierte Alix. Sie schafft es tatsächlich, die fliegende Untertasse zu entführen, zerstört sie aber letztendlich bei einer Bruchlandung in der Militärbasis von White Sands. Dadurch vereitelt sie indirekt den Plan, zu Testzwecken eine Trägerrakete von Wernher von Braun mit einer Wasserstoffbombe auf den Mond zu schießen. Eine Gruppe Verschwörer wollte zudem die Rakete nach Moskau fehlleiten. Letztendlich kann Alix dazu bewogen werden, ihre kommunistische Überzeugung erneut zu verraten, um mit Mac und Jade als Familie vereint zu sein.

## Anspielungen in der Serie
Neben den in der Figurenliste und Inhaltsangabe angeführten realen Personen, Ereignissen und modernen Mythen gibt es in der Serie noch eine Reihe weiterer historischer Anspielungen und Verweise.
- Die Familien Jardine und Matheson spielen im Hongkong-Zyklus eine große Rolle, wenn auch in stark fiktionalisierter Form: Zum Zusammenschluss der Häuser kommt es erst im Laufe der Handlung, nicht bereits im 19. Jahrhundert.
- Im Purpur-Lotus soll „Rosenblüte“ eine illegitime Tochter von Errol Flynn gewesen sein. Tatsächlich nutzte sie jede Gelegenheit, ihren „Vater“ im Kino zu sehen und wurde während einer Vorstellung von Robin Hood umgebracht.
- Walt Disney muss sich (trotz seiner bekannt konservativen Einstellung) vor dem Komitee für unamerikanische Umtriebe dafür rechtfertigen, dass „seine Maus eine rote Hose trägt“. Er lässt sich, um diesen Vorwurf zu entkräften, dazu breit schlagen, für den Einsatz in Korea eine fiktive Währung, sogenanntes „Mickey Mouse Money“, zu gestalten. Dieses soll laut Helden ohne Skrupel den Zweck haben, den Schwarzhandel am Kriegsschauplatz zu unterbinden, real erinnert die Währung an die Disney Dollars, welche in den Vergnügungsparks des Konzernes als Zahlungsmittel anerkannt sind.
- Auch Marilyn Monroe gerät in Konflikt mit dem Komitee. Dieses hatte erfahren, dass sie von ihrem Freund (Groucho) Marx das „russische Buch“ Die Brüder Karamasow geschenkt bekommen hat. Das ist der eigentliche Grund dafür, dass sie von Mac zur Truppenbetreuung engagiert werden konnte. Tatsächlich bestritt Marilyn Monroe eine Konzerttournee für die in Korea stationierten Truppen, allerdings erst 1954, nach Etablierung des Waffenstillstandes, nicht 1951, dem Jahr der Handlung von Bronzepuppe.
- Die Bombe aus Shukumeï (japanisch für „Schicksal“) bekommt in ihrer Vorgeschichte in den ersten beiden Bänden von Die weiße Tigerin den Spitznamen „Fat Girl“. Dies ist eine namentliche Anlehnung an jene Bomben, die über Nagasaki („Little Boy“) und Hiroshima („Fat Man“) abgeworfen wurden.
- Unter den historischen Persönlichkeiten, die in Die weiße Tigerin vorkommen, befinden sich ferner Butterfly Wu, Edward G. Lansdale, James Jesus Angleton, Ching-ling, Big Eared Tu, Kodama Yoshio, Hirohito, dessen Bruder sowie Cousin, Prinz Tsuneyoshi Takeda.
- Der CIA-Agent Jack Y. Cannon ist laut Angabe von Conrad und Wilbur ebenfalls historischen Ursprungs.

## Rezeption in der Presse
Lutz Göllner betont im Tagesspiegel die Nähe der Serie zu Franquin, Peyo und Morris bzw. zur École Marcinelle im Allgemeinen. Er lobt Conrads Talent, den klassischen Spirou-Stil in unsere Zeit zu transferieren. Zu Yann meint er, dass dieser bei allen anarchistischen Frechheiten, sexistischen und rassistischen Scherzen, von denen weder Europäer noch Afrikaner noch Asiaten verschont bleiben [...] den Hauch romantischer Abenteuer einzufangen versteht.